# Peretz Bernstein
Shlomo Fritz Bernstein (Meiningen, 12 giugno 1890 – Gerusalemme, 21 marzo 1971) è stato un politico e pubblicista israeliano.

## Biografia
Leader del movimento sionista, fu segretario e poi presidente della Federazione Sionista Olandese. Nel 1936 emigrò dalla Germania in Palestina, dove diresse il giornale HaBoker di proprietà dell'Unione dei sionisti generali, sindacato di cui divenne in seguito presidente.
Sedette al parlamento della Knesset dalla sua fondazione sino al 1965. Ricoprì l'incarico di ministro del Commercio e dell'Industria per due volte, dal 1948 al 1949 e dal 1952 al 1955.
Fu presidente del Partito Liberale sino al 1964, quando a seguito della scissione venne nominato presidente onorario della fazione di maggioranza.

## Opere
- (DE) Der Antisemitismus als Gruppenerscheinung. Versuch einer Soziologie des Judenhasses., Berlino, Jüdischer Verlag, 1926.